# Runddysse von Lunden
 Der Runddysse von Lunden (auch Fakkemose genannt) liegt nordöstlich des Leuchtturms Keldsnor Fyr, südöstlich von Bagenkop im äußersten Süden der Insel Langeland in Dänemark. Der Dolmen wurde etwa 3300 bis 2800 v. Chr. während der Jungsteinzeit errichtet und gehört zu den Megalithanlagen der Trichterbecherkultur (TBK).
Er hat eine Ost-West orientierte, kastenförmige Kammer von innen etwa 1,4 × 0,5 m. Die beiden Längsseiten im Norden und Süden werden jeweils von zwei 0,5 m hohen Steinen gebildet. Im Osten liegt ein Schwellenstein. Der übergroße Deckstein ist etwa in situ vorhanden. Er ist rhombenförmig und misst 2,0 × 1,0 × 0,8 m, Die Kammer scheint in einem niedrigen Hügel von 6,0 bis 8,0 m Durchmesser zu liegen.
In der Nähe liegen das Ganggrab von Hulbjerg und die Runddysser von Gulstav.